# پویانگاشتار
پویانگاشتار یا موشن‌گرافیک (به انگلیسی: Motion graphics) یا گرافیک متحرک قطعه هایی از پویانمایی یا فیلم دیجیتالی است که توهم حرکت یا چرخش را ایجاد می‌کند و معمولاً برای استفاده در پروژه‌های چندرسانه‌ای با صدا ترکیب می‌شود.

## پی‌نوشت و منبع‌ها
- ساخت تیزر تبلیغاتی
- ساخت موشن گرافیک
- ساخت موشن گرافیک تبلیغاتی در 15 سبک متفاوت
- موشن گرافیک